# Spazio dei colori

Spettro cromatico

Uno spazio dei colori (anche detto spazio di colore, spazio-colore, spazio cromatico o spazio colorimetrico) è la combinazione di un modello di colore e di una appropriata funzione di mappatura di questo modello.
Un modello di colore, infatti, è un modello matematico astratto che descrive un modo per rappresentare i colori come combinazioni di numeri, tipicamente come tre o quattro valori detti componenti colore. Tuttavia questo modello è una rappresentazione astratta, per questo viene perfezionato da specifiche regole adatte all'utilizzo che se ne andrà a fare, creando uno spazio dei colori.
Così, ad esempio, spazi di colore come Adobe RGB e sRGB sono diversi, pur basandosi entrambi sullo stesso modello di colore RGB.

## Lo spazio dei colori dell'osservatore standard
Nel 1931 la Commission Internationale de l'Eclairage (Commissione Internazionale per l'Illuminazione) definì uno spazio di colore che comprendeva tutte le tinte visibili dall'occhio umano, a prescindere dalla luminanza. Infatti qualunque colore all'interno di questo spazio bidimensionale può avere una luminanza che varia dal bianco al nero e se si tiene conto anche di questo fattore (la luminanza) lo spazio così definito diviene tridimensionale e rappresentato mediante coordinate XYZ. Il modello CIE 1931 si basa, come altre codifiche note, sull'utilizzo di tre colori primari che, opportunamente miscelati tra loro in sintesi additiva, permettevano di ottenere tutti i colori che l'occhio umano può percepire. La commissione CIE ha comunque definito diversi modelli matematici di percezione del colore indicati come spazi di colore e rappresentati da sigle come XYZ (è il modello CIE 1931), xyY, Lab, Luv.
A differenza, però, dei metodi RGB o CMYK (usati rispettivamente in sintesi additiva e in sottrattiva), il diagramma di cromaticità proposto dalla CIE non dipendeva dal comportamento di questo o quel dispositivo di visualizzazione o stampa in quanto basato sul concetto di "osservatore standard".
Quest'ultimo è definito a partire dalle proprietà del sistema visivo dell'uomo e si basa su analisi sistematiche effettuate su un vasto campione di osservatori umani. E in base a numerosi studi effettuati nel primo dopoguerra fu notata l'impossibilità di riuscire a riprodurre per sintesi additiva tutti i colori comunque si scegliesse la terna di primari reali da miscelare.
Poiché può rappresentare tutte le tinte percepibili, lo spazio di colore del CIE è preso come riferimento per tutti gli altri, tuttavia nella pratica non viene molto usato a causa della sua complessità.

### Primari immaginari

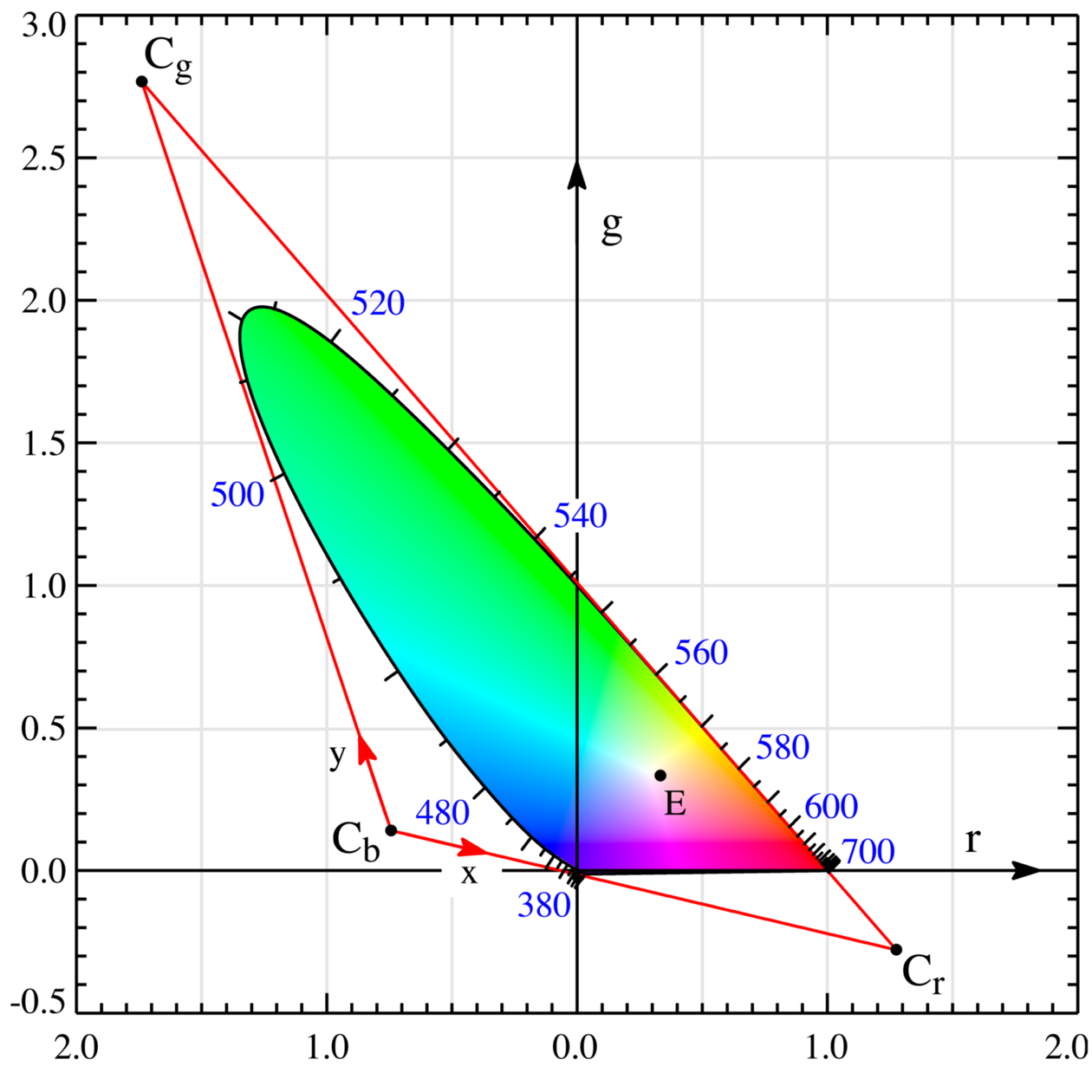
Esempio di uno spazio dei colori

Solo aggiungendo un colore primario alla tinta da codificare era possibile individuare una terna cromatica che la riproducesse fedelmente: fu ipotizzato così che la risposta dei fotorecettori retinici umani (i coni) avesse un andamento negativo per alcune frequenze dello spettro visibile. 
I primari scelti dalla CIE per generare tutti i colori visibili sono tinte ipersature: colori (in realtà, non essendo visibili, non dovrebbero essere indicati come tali) più saturi di quanto i nostri fotorecettori retinici siano in grado di decifrare.
I tre "primari immaginari" sono stati denominati X, Y, e Z. 
X corrisponde a un rosso violaceo ipersaturo contraddistinto da due picchi nello spettro cromatico rispettivamente intorno ai 450 nm e ai 600 nm (quest'ultimo molto superiore al primo), Y e Z corrispondono a tinte spettrali - sempre irrealisticamente ipersature - con lunghezza d'onda dominante rispettivamente di 520 e 477 nanometri. 
Inoltre la tinta Y (quella corrispondente al "verde ipersaturo") ha un andamento proporzionale alla nostra sensibilità alla luminosità delle tinte. Scelti i tre primari tramite i quali è possibile ottenere, per sintesi additiva, qualsiasi tinta reale è possibile a questo punto utilizzare uno spazio tridimensionale, avente per assi i tre primari utilizzati, per catalogarle tutte.
Per non ricorrere ad un diagramma tridimensionale è possibile normalizzare le tinte facendo in modo che la loro somma sia sempre pari ad uno. Se X, Y, e Z sono i tre valori che identificano un colore e X+Y+Z la loro somma, ponendo:
x = X/(X+Y+Z)
y = Y/(X+Y+Z)
z = Z/(X+Y+Z)
risulta, con semplici passaggi algebrici, che x+y+z è sempre uguale ad 1 per qualsiasi valore originario di X, Y e Z. Da questo si ricava che:
z = 1-x-y
È dunque possibile utilizzare due sole coordinate cromatiche (x e y, ad esempio) per identificare un colore essendo la terza (z, in questo caso) ricavabile sottraendo all'unità le altre due. Il vantaggio è evidente: normalizzando i colori col meccanismo della somma costante (uguale a 1) è possibile utilizzare un grafico bidimensionale per catalogare qualitativamente (e non quantitativamente) tutte le tinte reali, tracciando tutti i colori possibili ed immaginabili la cui intensità totale è costante e pari ad uno: tutte le altre tinte sono ottenute semplicemente indicando, oltre ai valori x e y (il valore z si ottiene, come detto, dagli altri due) il suo grado di luminosità espresso, volendo, in forma percentuale. 

### Colori reali e irreali

Lo spazio dei colori CIE 1931

Tutti i colori (reali e irreali) generabili con i primari x e y giacciono su un triangolo rettangolo avente come vertici l'origine (0,0) il punto massimo di x e minimo di y (1,0) e il punto massimo di y e minimo di x (0,1). All'interno di questo triangolo rettangolo è tracciato il diagramma CIE dei colori reali: una campana che racchiude tutte le tinte possibili. Al di fuori della campana (ma sempre all'interno del triangolo) ci sono tutti i colori non visibili o non distinguibili da quelli presenti lungo il perimetro esterno. Il diagramma CIE gode, proprio per il modo in cui è stato generato, di alcune importanti caratteristiche che andiamo ora ad illustrare maggiormente in dettaglio.
Più o meno al centro del diagramma CIE è presente un punto (un colore), come si vedrà tra breve, di importanza strategica, indicato con la lettera "C". È il cosiddetto "Illuminante CIE", assunto come riferimento e corrispondente alla radiazione emessa da una superficie bianca illuminata da luce diurna media. Lungo il perimetro curvo della campana si trovano tutte le tinte spettrali alla loro massima saturazione. Nella parte alta del diagramma vivono le famiglie dei verdi; in basso a sinistra i blu, in basso a destra i rossi. 
Sul segmento rettilineo che congiunge i due vertici inferiori della campana si trovano i colori non spettrali (o porpore) alla loro massima saturazione. Tutti i colori non spettrali, dalla saturazione via via decrescente, sono situati nel triangolo delimitato in basso dal segmento delle porpore e avente come vertice il punto C.

### Colori spettrali
Lo stesso vale per i colori spettrali, situati nella rimanente parte del diagramma: man mano che ci si avvicina all'illuminante C i colori sono sempre meno saturi. Per come è costruito il diagramma, prendendo due tinte qualsiasi, il segmento che le unisce rappresenta tutte le possibili mescolanze additive dei due colori prescelti. Non solo: la posizione relativa lungo il segmento di congiunzione rappresenta la percentuale di mescolanza delle tinte. 
Così nel baricentro del segmento è possibile trovare la tinta esattamente formata dal 50% del primo colore e dal 50% del secondo colore. Spostandosi ad esempio ai "tre quarti" del segmento, la tinta individuata corrisponde alla somma del 75% del primo colore e del 25% del secondo colore e così via.
Lo stesso discorso vale per la sintesi additiva di tre o più componenti cromatiche: le tinte ottenibili dalla loro mescolanza sono tutte quelle delimitate dal poligono convesso che ha come vertici i punti del diagramma che corrispondono ai colori utilizzati. Tornando al caso di due sole tinte, se il segmento che le unisce passa per il punto C i colori presi in considerazione sono tra loro complementari. Se il punto C "cade" nel baricentro del segmento, le due tinte hanno la medesima saturazione (è uguale la loro distanza dall'illuminante CIE) e sommandole tra di loro si ottiene il colore bianco. 

### Mescolanze sottrattive
Il diagramma di cromaticità CIE può essere utilizzato, prendendo le dovute precauzioni, anche per le mescolanze sottrattive (come avviene per la stampa). I colori ottenuti dalla mescolanza sottrattiva di due tinte non giacciono sul segmento rettilineo che li unisce ma lungo un segmento curvilineo del quale non è nota a priori la forma esatta. Per tracciare la curva (il luogo dei punti corrispondenti ai colori ottenibili dalla sintesi sottrattiva dei due colori) è necessario "campionare" alcune mescolanze tipiche (ad esempio 10%-90%, 20%-80%, 30%-70%, ecc. ecc.) ed interpolare così l'andamento complessivo. 
Da segnalare due cose interessanti. Innanzitutto, proprio per la forma a campana di quest'ultimo, comunque scegliamo i tre primari all'interno dei colori reali non riusciremo mai a riprodurre con essi tutte le tinte ma ne escluderemo sempre una certa quantità. Dunque si può dire che non esistono monitor RGB in grado di riprodurre tutto il riproducibile o scanner a colori altrettanto sensibili. La seconda considerazione riguarda lo spazio cromatico della stampa a colori, ridotto rispetto allo spazio RGB ma leggermente più accurato per quel che riguarda la stampa delle tinte azzurro ciano. 
Se un colore appartiene al perimetro esterno è, come già detto, al suo massimo grado di purezza, se cade all'interno del diagramma ha come saturazione la distanza relativa tra la tinta e il punto C, misurata lungo il segmento passante per il colore e congiungente il bianco col bordo esterno. Il punto in cui il prolungamento del segmento incontra il perimetro identifica la lunghezza d'onda dominante della tinta considerata.

## Spazi di colore codificati
- Basati sul modello RGB:
  - Adobe RGB
  - sRGB
  - ISO RGB e Extended ISO RGB
  - Apple RGB
- Studiati per la televisione

Confronto di alcuni spazi colori codificati

  - Y'UV, utilizzato per PAL e recentemente per NTSC
  - YIQ, storicamente utilizzato per NTSC
  - YDbDr, utilizzato per il SÉCAM
  - BT.2020, si tratta di una raccomandazione che comprende anche lo specifico spazio colore per la televisione ad ultra alta definizione
- Studiati per il cinema e le apparecchiature informatiche
  - DCI-P3/Display P3
- Studiato per la stampa
  - CMYK
- HSV
- HSL
- CIE Lab
- CIE XYZ